# Karl Hjortnæs
Karl Hjortnæs, né le 19 avril 1934 à Hjørring (Danemark), est un homme politique danois, membre des Sociaux-démocrates, ancien ministre et ancien député au Parlement (le Folketing).